# Stefania Hanausek
 Stefania Melania Hanausek (ur. 7 grudnia 1915 w Rymanowie, zm. 23 lipca 1941 w Skrzyszowie) – żołnierka Związku Walki Zbrojnej, skazana na śmierć za szpiegostwo i rozstrzelana przez Gestapo.

## Życiorys
Stefania Hanausek urodziła się jako córka Karola i Zofii Janot. Dzieciństwo spędziła w Rymanowie i Lwowie a od 1926 roku zamieszkała wraz z rodzicami w Tarnowie, gdzie jej ojciec został dyrektorem oddziału Banku Gospodarstwa Krajowego. Tam uczęszczała do szkoły powszechnej a później gimnazjum Zakładu Wychowawczego Sióstr Urszulanek. Była członkiem redakcji wydawanego przez uczniów Państwowego Gimnazjum im. Kazimierza Brodzińskiego pisma tarnowskiej młodzieży "Czyn", założonego przez Jana Bielatowicza. W 1932 roku reprezentowała tarnowską młodzież, wygłaszając mowę powitalną podczas wizyty w mieście prezydenta Ignacego Mościckiego. Maturę zdała z wyróżnieniem w 1934 roku, a w roku następnym rozpoczęła studia na Wydziale Prawa Uniwersytetu Jagiellońskiego. 16 czerwca 1939 roku uzyskała tytuł magistra prawa.
Po kampanii wrześniowej powróciła do rodziny i wkrótce rozpoczęła pracę w sekretariacie Landkomisariatu w Dąbrowie Tarnowskiej. Jednocześnie związała się z konspiracyjnym Związkiem Walki Zbrojnej. Wykorzystując swoje stanowisko przekazywała organizacji informacje z dokumentów niemieckich, do których miała dostęp, niszczyła trafiające do urzędu listy denuncjujące Polaków, uprzedzała o możliwych aresztowaniach i represjach. Została zatrzymana we wrześniu 1940 roku, według jednej z wersji na skutek denuncjacji, i osadzona w więzieniu na Montelupich w Krakowie. Po śledztwie, w którym nie zdradziła nikogo, została skazana na śmierć za szpiegostwo i przeniesiona do więzienia w Tarnowie. Rozstrzelano ją 23 lipca 1941 roku na miejscu masowych straceń w lesie Kruk na obrzeżach podtarnowskiej wsi Skrzyszów. Jej matka, składająca później na tym miejscu kwiaty, została aresztowana i zmarła w obozie koncentracyjnym w Ravensbrück.

## Upamiętnienie

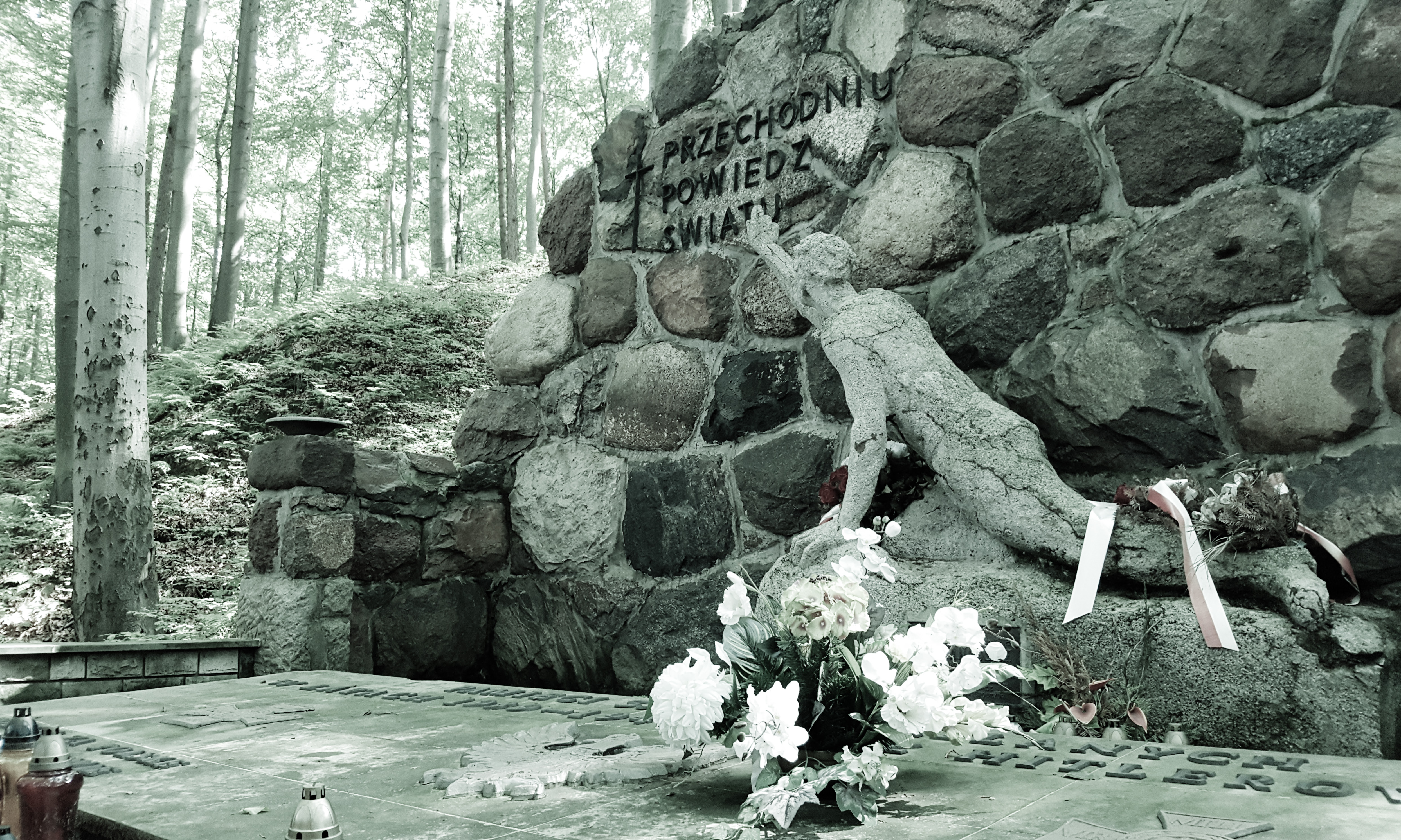
Pomnik w lesie Kruk we wsi Skrzyszów.

W 1957 roku z inicjatywy tarnowskiego nauczyciela, Karola Halskiego, została dokonana ekshumacja i powtórny, uroczysty pogrzeb zwłok 52 ofiar rozstrzeliwań w lesie Kruk. W wąwozie na miejscu egzekucji wybudowano pomnik zaprojektowany przez tarnowskich artystów Bogdanę i Anatola Drwalów z napisem „Przechodniu powiedz światu” i tablicą upamiętniającą Stefanię Hanausek, o treści: 

Tu spoczywają zwłoki Ś.P.

St. Hanausek

* 7.12.1915  † 23.7.1941

Która swe młode życie poniosła

Dla Ojczyzny w ofierze

Cześć bohaterce

Niech z Bogiem spoczywa

Od 1995 roku jej imię nosi również jedna z ulic w tarnowskiej dzielnicy Rzędzin.